# Thierry Prungnaud
Pour les articles homonymes, voir Prungnaud.
Thierry Prungnaud, né le 5 mai 1956 à Poitiers, en France, est un sous-officier de la  Gendarmerie nationale française, ancien membre du GIGN. Il participe le 26 décembre 1994 à l'assaut contre les preneurs d'otages du vol 8969 Air France à Marignane, près de Marseille,. Il participe également à l'opération Turquoise lors du génocide au Rwanda dont il tirera un livre accusant la France d'avoir laissé massacrer les civils rwandais.

## Biographie

### Carrière

#### Rwanda
Il forme au Rwanda le Groupe d'intervention et de sécurité de la Garde présidentielle (GISGP), calqué sur le GIGN. 
Il est principalement connu pour son livre Silence turquoise décrivant son expérience au Rwanda et accusant l'armée française d'avoir laissé massacrer des civils rwandais. Il affirme avoir désobéi, et avoir pu, de cette manière, sauver des centaines de Tutsis. Cette information est démentie par le général Jean-Claude Lafourcade qui affirme que Prungnaud était dans l'impossibilité d'avoir fait ce qu'il avance.
Thierry Prungnaud est le premier militaire français à avoir publiquement témoigné[réf. nécessaire] du rôle controversé de la France dans le génocide des Tutsi au Rwanda. Son témoignage sera confirmé ensuite par le lieutenant-colonel Guillaume Ancel.

#### Prise d'otages du vol 8969 à Marignane
Le 26 décembre 1994, il est le deuxième gendarme à entrer dans l'avion d'Air France à l'aéroport de Marignane lors de l'assaut pour libérer les otages. Gravement blessé par sept balles de Kalachnikov (dont deux logées dans son gilet pare-balles) et par l'explosion d'une grenade, il neutralise trois des quatre membres du Groupe islamique armé. Il survit à ses blessures malgré des séquelles.

## Décorations
- Officier de la Légion d'honneur (décret du 7 novembre 2022)[7]
- Médaille militaire
- Médaille nationale de reconnaissance aux victimes du terrorisme (décret 5 mars 2021)[8]
- Croix de la Valeur militaire avec 1 citation
- Médaille de la Gendarmerie nationale avec 1 citation
- Croix du combattant
- Médaille d'Outre-Mer (Rwanda)
- Médaille de la Défense nationale, échelon argent (Gendarmerie-Nationale)
- Médaille d'honneur pour acte de courage et de dévouement (Argent de 1re classe)
- Médaille d'honneur pour acte de courage et de dévouement (Promu Vermeil)
- Médaille des blessés de guerre (7 blessures)
- Médaille d'honneur de l'administration pénitentiaire
- Ordre national de la Paix du Rwanda

## Ses écrits
- Silence turquoise : Rwanda 1992-1994, responsabilités de l'État français dans le génocide des Tutsi, co-écrit avec Laure de Vulpian, Don Quichotte éditions, septembre 2012, 457 p.  (ISBN 978-2-35949-092-3)

## Cinéma
Dans le film L'Assaut en 2011, son rôle est tenu par Vincent Elbaz.